# バーナード・ハリス
バーナード・ハリス(Bernard Anthony Harris Jr.、1956年6月26日 - )は、テキサス州テンプル出身のアメリカ航空宇宙局(NASA)の元宇宙飛行士である。1995年2月9日、スペースシャトルでの2度目の宇宙飛行の際に、アフリカ系アメリカ人として史上初めて宇宙遊泳を行った。

## 教育
1974年にテキサス州サンアントニオのサムヒューストン高校を卒業した。高校ではサイエンスフェアや読書クラブ、その他の活動に積極的に関わっていた。1978年にはヒューストン大学で生物学の学士号を取得し、1982年にはテキサス工科大学医療科学センターで医学博士号を取得した。1985年にマヨクリニックの内科で研修医過程を修了した。カッパ・アルファ・プサイフラタニティのメンバーであった。
1987年にNASAのエイムズ研究センターで全米アカデミーズのフェローシップを修了した。エイムズ研究センターでは、筋肉生理学と廃用症候群について研究した。
1988年には、サンアントニオのブルックス空軍基地にあるAerospace School of Medicineで航空宇宙医師としての訓練を受けた1966年にテキサス大学医学部で生物医科学の修士号を取った。また、パイロットやスキューバダイバーとしての資格も取得した。
エイムズ研究センターでのフェローシップを終えると、同じNASAのジョンソン宇宙センターに臨床科学者、航空宇宙医師として加わり、宇宙への適応や宇宙滞在期間の延長への対策について研究した。
彼は、NASAの研究チームで宇宙に行った最初のアフリカ系アメリカ人となり、またスペースローバーの開発にも携わった。
サンアントニオのDr. Bernard A. Harris Middle Schoolは、彼に因んで名づけられた。

## 組織と名誉
American College of Physicians、Honor Society of Phi Kappa Phi、Kappa Alpha Psi Fraternity等のメンバーであり、またBoys and Girls Club of Houston、National Math and Science Initiative、Medical Informatics、Technology and Applications Center、Houston Technology Center、National Space Biomedical Research Instituteのボードメンバーである。
1996年には、モアハウス大学医学部から名誉博士号を授与された。後にストーニーブルック大学、ニュージャージー工科大学、ヒューストン大学からも名誉博士号を授与された。また、American College of Physiciansのフェローに選ばれ、2000年のHoratio Alger賞も受賞した。
2005年、サンアントニオのNorth East Independent School Districtは、建設中の中学校にハリスの名前を付けた。2006年8月14日に生徒数最大1500人のBernard Harris Middle Schoolは開校した。

## 宇宙飛行経験
ハリスは、1969年のアポロ11号のミッションを見て、宇宙飛行士に興味を持った。1990年1月にNASAに選ばれ、1991年7月に宇宙飛行士になり、将来のスペースシャトルにミッションスペシャリストとして搭乗する資格を得た。NASAの宇宙飛行士室ではスペースシャトルのソフトウェア開発において乗組員の代表者を務めた。
1991年8月にSTS-55の乗組員に指名され、1993年4月26日から5月6日までの10日間、スペースシャトル・コロンビアに搭乗した。このミッションで、スペースシャトルの宇宙飛行時間は、延べ1年間となった。スペースラブD-2を担当し、様々な物理学実験や生物学実験を行った。このミッションで、ハリスは239時間を宇宙で過ごし、4,164,183マイルを移動した。
2度目のミッションは、1995年2月2日から2月11日まで行われたSTS-63で、アメリカ合衆国とロシアの新しい共同宇宙計画の最初の飛行となった。このミッションでは、スペースシャトルが初めてロシアのミールとランデブーし、またスパルタン204衛星を回収した。ハリスはこのミッションでマイケル・フォールとともに宇宙遊泳を行い、宇宙遊泳を行った初めてのアフリカ系アメリカ人となった（フォールは、宇宙遊泳を行った初めてのイギリス人となった）。このミッションで、ハリスは198時間29分を宇宙で過ごし、地球を129周して290万マイルを移動した。

## NASA以降

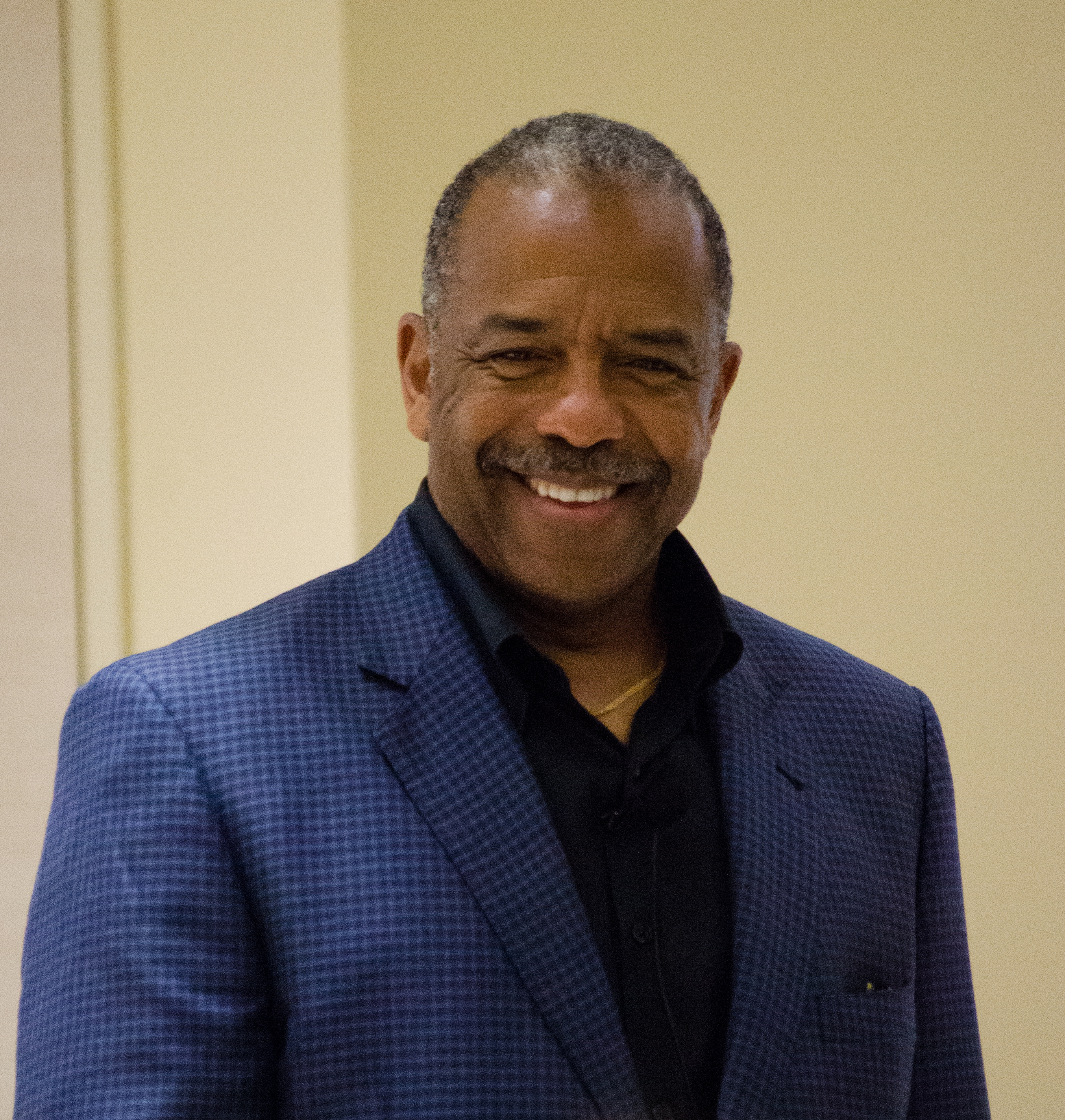
ウースター工科大学で開催された2014 TouchTomorrow Festivalにて

ハリスは1996年4月にNASAを去ったが、研究は継続した。開発力のある宇宙関連企業であるSPACEHAB, Inc.,の副社長を務め、宇宙科学ビジネスを指揮した。また、情報企業のBusiness Development for Space Media, Inc.,の副会長も務め、現在アメリカ合衆国の教育プログラムの一部として使われているe-commerce initiativeを確立した。
1990年代末には、テキサス工科大学の理事会の委員を務めた。
1998年には、「教育、健康、富を支援するコミュニティベースのイニシアチブに投資すること、また個人、特にマイノリティやその他の経済的・社会的に不利な立場にある人々を支援し、彼らの可能性を認識し、夢を追求するプログラムを支援すること」をミッションとする、テキサス州に拠点を置く非営利組織"The Harris Foundation"をヒューストンで設立した。
2007年には、National Math and Science Initiativeの理事会に加わった。
2008年には、マイクロソフトの"I'm a P.C."広告キャンペーンに登場し、Exxon Mobil Texas State Science and Engineering Fairでキーノート講演も行った。
2009年、アメリカ遠隔医療学会の副会長、2011年には同学会の会長に選ばれ、1年間の任期を務めた。
2010年には、Dream Tourの一環として、国中の30以上の学校を旅した。
現在は、National Math and Science InitiativeのCEO、医療情報関連企業の立上げ初期段階に投資を行うベンチャーキャピタルVesalius Ventures, Inc.,の社長兼CEOを務めている。